# Alyson Stoner

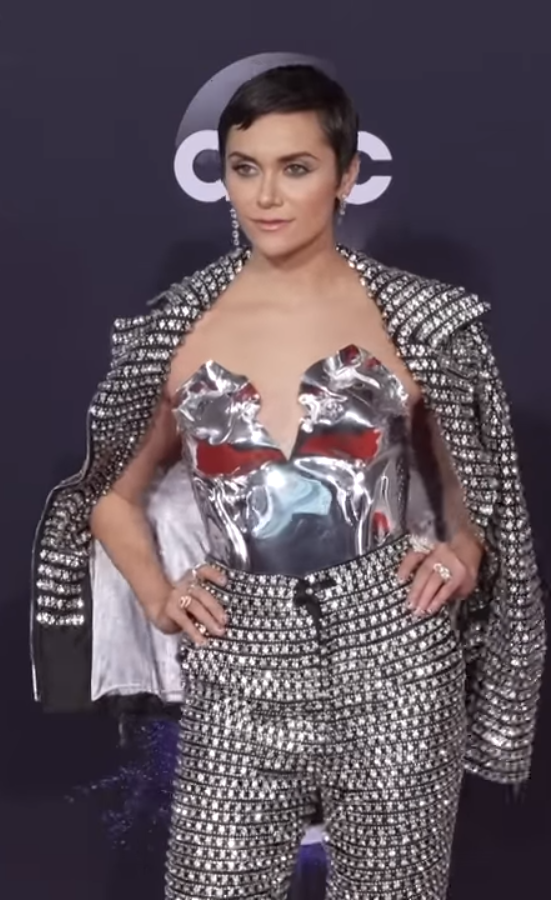
Alyson Stoner (2019)

Alyson Rae Stoner (* 11. August 1993 in Toledo, Ohio) ist eine US-amerikanische Schauspielerin, Sängerin und Tänzerin.

## Biografie
Stoner wurde im Tanzstudio von O’Connell (in Holland, Ohio) und im Modelstudio von Margaret O’Brien ausgebildet.
1999 fing sie die Schauspielerei an, als sie zur International Modeling and Talent Association ging. Anschließend erhielt Stoner dort den Preis für das beste Model des Jahres. 2002 wurde Stoner Co-Gastgeberin der Mike’s Super Short Show mit Michael Alan Johnson im Disney Channel. Nach der Choreografie-Ausbildung in Los Angeles trat Stoner als Hintergrundtänzerin in Missy Elliotts Work It und Gossip Folks sowie Eminems Just Lose It auf. Sie tanzte auch in dem Video No tengo Dinero von den Kumbia Kings. Zwischen 2003 und 2006 tanzte sie bei der Gruppe JammXKids.
Weiterhin war Stoner eine der Tänzerinnen in den Specials für die Große Haie – Kleine Fische-DVD. 2003 und 2005 erschien sie als Sarah Baker in den Komödien Im Dutzend billiger und Im Dutzend billiger 2. Sie trat in mehreren an Kinder gerichtete TV-Shows auf, darunter Drake & Josh, Hotel Zack & Cody und Raven blickt durch. 2005 nahm sie eine Coverversion des Songs Baby it’s you von JoJo auf. 2006 erschien sie in dem Film Step Up als junge Schwester von Channing Tatum. Im Sommer 2007 war sie die Stimme von Isabella in der Serie des Disney Channels Phineas und Ferb. Sie unterrichtete regelmäßig eine Hip-Hop-Tanzklasse am Millennium-Tanzkomplex. 2008 war sie an der Seite der Jonas Brothers in dem Film Camp Rock zu sehen.
2008 bildete Stoner mit mehreren anderen Disney-Channel-Stars bei den Disney Channel Games das Blue Lightning Team, unter anderem Kiely Williams, Demi Lovato und Cole Sprouse.
Ihre erste Hauptrolle spielte Stoner in dem Film Alice Upside Down an der Seite von Lucas Grabeel. Der Film zur Alice-Reihe erschien nur auf DVD. Sie steuerte auch zwei Songs zum Soundtrack bei. 2010 war sie als Camille Gage in Step Up 3D zu sehen.
Außerdem ist sie Backgroundtänzerin von Missy Elliott und Eminem.
Stoner hat zwei ältere Schwestern.
Laut einem Interview im Juni 2023 nutzt Stoner im Englischen they/them-Pronomen. Stoner gab an, nach dem Coming-out als pansexuell und queer von einer Fernsehshow gefeuert worden zu sein.

## Filmografie (Auswahl)
- 2003: Im Dutzend billiger (Cheaper by the Dozen)
- 2003–2007: Mike’s Super Short Show (Fernsehserie)
- 2004: Drake & Josh (Fernsehserie, eine Folge)
- 2004: Garfield – Der Film (Garfield: The Movie, Stimme)
- 2004–2006: Lilo & Stitch – Die Serie (Lilo & Stitch: The Series, Fernsehserie, 3 Folgen, Stimme)
- 2005: Im Dutzend billiger 2 – Zwei Väter drehen durch (Cheaper by the Dozen 2)
- 2005: Raven blickt durch (That’s So Raven, Fernsehserie, Folge: Corys Weg zum Ruhm)
- 2005: Holly Hobbie and Friends: Surprise Party (Kurzfilm, Stimme)
- 2005–2007: Hotel Zack & Cody (Fernsehserie, 6 Folgen)
- 2006: W.I.T.C.H. (Fernsehserie, 4 Folgen, Stimme)
- 2006: Joey (Fernsehserie, eine Folge)
- 2006: Holly Hobbie and Friends: Christmas Wishes (Kurzfilm, Stimme)
- 2006: Step Up
- 2007: The Naked Brothers Band
- 2007: Alice Upside Down
- 2007: Holly Hobbie and Friends: Best Friends Forever (Stimme)
- 2007: Holly Hobbie and Friends: Secret Adventures (Kurzfilm, Stimme)
- seit 2007: Phineas und Ferb (Fernsehserie, Stimme)
- 2008: Camp Rock (Fernsehfilm)
- 2010: Camp Rock 2: The Final Jam (Fernsehfilm)
- 2010: Kung-Fu Magoo
- 2010: Step Up 3D
- 2010: Dr. House (House, Fernsehserie, Folge 7x02)
- 2014: Die Legende von Korra (The Legend of Korra, Fernsehserie, 10 Folgen, Stimme)
- 2014: Step Up: All In
- 2015: Sugar Babies
- 2017–2022: Peter die Katze (Pete the Cat, Fernsehserie, 41 Folgen, Stimme)
- 2018: Mr. Invincible
- seit 2019: Willkommen bei den Louds (The Loud House, Fernsehserie, Stimme)
- 2020: Phineas und Ferb: Candace gegen das Universum (Phineas and Ferb: Candace Against the Universe, Stimme)
- 2022: The Guardians of Justice (Fernsehserie, 7 Folgen)
- seit 2022: Hamster & Gretel (Fernsehserie, Stimme)
- 2023: Howdy, Neighbor!

## Musik-Videos
| Jahr | Video                                           | Rolle  |
| ---- | ----------------------------------------------- | ------ |
| 2002 | Gossip Folks von Missy Elliott und Ludacris     | Tanz   |
| 2002 | Work it von Missy Elliott                       | Tanz   |
| 2004 | I´m really hot von Missy Elliott                | Tanz   |
| 2004 | Just Lose It von Eminem                         | Tanz   |
| 2009 | Alyson Stoner – Dancing in The Moonlight        | Gesang |
| 2009 | Alyson Stoner – Lost and found                  | Gesang |
| 2010 | Alyson Stoner – Flying Forward                  | Gesang |
| 2010 | Alyson Stoner – Make History                    | Gesang |
| 2013 | Alyson Stoner – Dragon (That's What You Wanted) | Gesang |
| 2015 | Alyson Stoner – Pretty Girls                    | Gesang |